# Shoot Sign
《Shoot Sign》（日语：シュートサイン）是日本女子偶像團體AKB48的第47張單曲，在2017年3月15日由國王唱片發行。A面曲的center（中心成員）由小嶋陽菜擔任，這也是小嶋在AKB48的最後一張單曲。

## 简介
與前作《High Tension》將近約4個月的距離的2017年第1張單曲。歌曲的center是即將畢業的小嶋陽菜。小嶋在《Green Flash》擔當center距離有2年之久，這張單曲是第5次擔當center。
歌曲的選拔成員在2017年2月4日於Pacifico横滨舉辦的握手会活动中發表。選拔成員相比前作增加了10名（32名），其中大西桃香（Team 8）、山本彩加（NMB48）和吉田朱里（NMB48）是第一次成為AKB48單曲的選拔成員。北原里英、須田亜香里和武藤十夢在第45張單曲《LOVE TRIP/分享幸福》以來有7個月之久，峯岸南、大家志津香、後藤乐乐、白間美瑠在第44張單曲《不需要翅膀》以來有9個月之久，市川美織在第36張單曲《拉布拉多獵犬》以來2年10個月回歸選拔。
單曲分為11種版本，包括各有初回限定版及通常版的Type A・B・C・D・E，以及只有一種版本的劇場盤。Type A・B・C・劇場盤收錄了小嶋陽菜的畢業独唱曲《悄悄的…》。Type A・B・C・D與《永遠的壓力》《倘若在梧桐樹的路上對你說「我夢見了你的微笑」之後我們的關係會有什麼樣的變化呢、我兀自持續想了好多天最後有點難為情地得到了一個結論》《Green Flash》《你是旋律》一樣，收錄了AKB48在日本國內各姐妹團體的新歌。Type E則收錄了與坂道系列（乃木坂46及櫸坂46）合作的歌曲《你最愛的 是誰？》，以「坂道AKB」名義發行，這也是櫸坂46是第一次參與演唱AKB48的歌曲。

## MV
Shoot Sign
朝日電視台連續劇《豆腐摔角》主題曲，MV是以職業摔角為舞台。WIP（世界偶像職業摔角）传说中四大天王之一的小嶋（小嶋陽菜），同為天王的魔鬼老虎Shimako（岩井志麻子）、布罗肯师祖（南海糖果・山崎静代）、Kami神取（神取忍）挑戰小嶋，全部打敗之後挑战退休比赛。退休的選手选择了WIP的新人樱桃宮脇（宮脇咲良）。激烈的战斗中小嶋還是帶著面具，最后用麥克風谈11年的感受。MV导演是森義仁。
悄悄的…
小嶋陽菜的畢業歌曲《悄悄的…》是小嶋在離開AKB48之後的日常生活。小嶋說「我对AKB48的MV感觉不是太多，我感覺像在拍摄时尚杂志」，全部衣服是小嶋本人的、小嶋的玫瑰型咖啡拿铁都在MV裡登場。MV中有小嶋的同期成員以及同隊「No3b」的峯岸南和2016年4月畢業的高橋南友情出演。
导演是從第三張單曲《曾不屑一顾的爱情》以來导演了组合许多MV的高橋栄樹。

## 媒體使用
Shoot Sign
- 朝日電視台連續劇《豆腐摔跤》主题曲[10]

## 封面写真
| Type A            | 小嶋陽菜                                                                         |
| Type B 初回限定盤 | 入山杏奈、川本紗矢、小嶋真子、後藤楽楽、峯岸南、宮脇咲良、山本彩加、山本彩       |
| Type B 通常盤     | 入山杏奈、小嶋真子、宮脇咲良、山本彩                                             |
| Type C 初回限定盤 | 大西桃香、柏木由紀、加藤玲奈、北原里英、白間美瑠、高橋朱里、松井珠理奈、松岡花   |
| Type C 通常盤     | 柏木由紀、加藤玲奈、白間美瑠、高橋朱里、松井珠理奈                               |
| Type D 初回限定盤 | 市川美織、大家志津香、兒玉遥、須田亜香里、中井莉加、向井地美音、渡辺麻友         |
| Type D 通常盤     | 兒玉遥、須田亜香里、向井地美音、渡辺麻友                                         |
| Type E 初回限定盤 | 小栗有以、岡田奈奈、木崎由里亞、込山榛香、指原莉乃、武藤十夢、横山由依、吉田朱里 |
| Type E 通常盤     | 岡田奈奈、木崎由里亞、指原莉乃、武藤十夢、横山由依                               |
| 劇場盤            | 小嶋陽菜                                                                         |

## 收錄歌曲

### Type A
CD
1. 《Shoot Sign》（シュートサイン）
（作詞：秋元康，作曲：近藤圭一，編曲：佐々木裕）
2. 《悄悄的…》（気づかれないように…）- 小嶋陽菜
（作詞：秋元康，作曲、編曲：	若田部誠）
3. 《Vacancy》- SKE48
（作詞：秋元康，作曲：フジノタカフミ，編曲：フジノタカフミ、島田尚）
4. 《Shoot Sign》off vocal ver.
5. 《悄悄的…》off vocal ver.
6. 《Vacancy》off vocal ver.

DVD
1. 《Shoot Sign》
2. 《悄悄的…》
3. 《Vacancy》

### Type B
CD
1. 《Shoot Sign》
2. 《悄悄的…》 - 小嶋陽菜
3. 《午夜的逞強》（真夜中の強がり）- NMB48
（作詞：秋元康，作曲：熊谷蘭，編曲：熊谷蘭、SAIKI）
4. 《Shoot Sign》off vocal ver.
5. 《悄悄的…》off vocal ver.
6. 《午夜的逞強》off vocal ver.

DVD
1. 《Shoot Sign》
2. 《悄悄的…》
3. 《午夜的逞強》

### Type C
CD
1. 《Shoot Sign》
2. 《悄悄的…》 - 小嶋陽菜
3. 《轉不停的摩天輪》（止まらない観覧車）- HKT48
（作詞：秋元康，作曲：FURUTA、Dr.Lilcom，編曲：Dr.Lilcom）
4. 《Shoot Sign》off vocal ver.
5. 《悄悄的…》off vocal ver.
6. 《轉不停的摩天輪》off vocal ver.

DVD
1. 《Shoot Sign》
2. 《悄悄的…》
3. 《轉不停的摩天輪》

### Type D
CD
1. 《Shoot Sign》
2. 《意外發生中》（アクシデント中）- AKB48 U-19選抜
（作詞：秋元康，作曲、編曲：中村瑛彦）
3. 《綠意森林運動公園》（みどりと森の運動公園）- NGT48
（作詞：秋元康，作曲：伊藤心太郎，編曲：野中“まさ”雄一）
4. 《Shoot Sign》off vocal ver.
5. 《意外發生中》off vocal ver.
6. 《綠意森林運動公園》off vocal ver.

DVD
1. 《Shoot Sign》
2. 《意外發生中》
3. 《綠意森林運動公園》

### Type E
CD
1. 《Shoot Sign》
2. 《意外發生中》 - AKB48 U-19選抜
3. 《你最愛的 是誰？》（誰のことを一番 愛してる?）- 坂道AKB
（作詞：秋元康，作曲、編曲：佐久間和宏）
4. 《Shoot Sign》off vocal ver.
5. 《意外發生中》off vocal ver.
6. 《你最愛的 是誰？》off vocal ver.

DVD
1. 《Shoot Sign》
2. 《意外發生中》
3. 《你最愛的 是誰？》

### 劇場盤
CD
1. 《Shoot Sign》
2. 《悄悄的…》 - 小嶋陽菜
3. 《突然想聽悲傷的歌》（悲しい歌を聴きたくなった）- MayuYukiRin
4. 《Shoot Sign》off vocal ver.
5. 《悄悄的…》off vocal ver.
6. 《突然想聽悲傷的歌》off vocal ver.

## 歌曲与参与成员

### Shoot Sign
（中心成員：小嶋陽菜）
- Team A：★入山杏奈（11）、大家志津香（4）、★小嶋陽菜（46）、★横山由依（25）
- Team K：峯岸南（37）、★向井地美音（7）、★武藤十夢（6）
- Team B：★加藤玲奈（10）、★木崎由里亞（11）、★渡辺麻友（40）
- Team B / NGT48 Team NIII：★柏木由紀（38）
- Team 4：★岡田奈奈（6）、川本紗矢（5）、★小嶋真子（8）、込山榛香（2）、★高橋朱里（8）
- Team 8：小栗有以（2）、大西桃香（初）
- SKE48 Team S：★松井珠理奈（35）
- SKE48 Team E：後藤樂樂（2）、★須田亚香里（8）
- NMB48 Team N：市川美織（3）、山本彩加（初）、★山本彩（22）
- NMB48 Team M：吉田朱里（初）
- NMB48 Team M / Team A ：★白間美瑠（3）
- HKT48 Team H：★指原莉乃（30）
- HKT48 Team H / Team K：★兒玉遥（9）
- HKT48 Team KIV / Team A：★宮脇咲良（14）
- HKT48 Team TII：松岡花（2）
- NGT48 Team NIII：北原里英（27）、中井莉加（2）

前方有★的成员為媒体选拔組（通常盤封面成员），而括号内的数字则代表该名成员进入选拔名单的次数。

### 悄悄的…
小嶋陽菜畢業曲
- Team A：小嶋陽菜

### Vacancy
SKE48名义
（中心成員：松井珠理奈）
- SKE48 Team S：二村春香、松井珠理奈
- SKE48 Team S / Team 4：北川綾巴
- SKE48 Team KII：江籠裕奈、大場美奈、小畑優奈、惣田紗莉渚、高柳明音、竹内彩姫、古畑奈和、松村香織
- SKE48 Team E：木本花音、熊崎晴香、後藤乐乐、斉藤真木子、菅原茉椰、須田亜香里、谷真理佳

### 午夜的逞強
NMB48名义
（中心成員：白間美瑠）
- NMB48 Team N：市川美織、上西恵、須藤凜凜花、谷川愛梨、薮下柊、山本彩加、山本彩
- NMB48 Team M：加藤夕夏、木下百花、吉田朱里
- NMB48 Team M / Team A：白間美瑠
- NMB48 Team M / Team 4：渋谷凪咲
- NMB48 Team BII：植村梓、太田夢莉、沖田彩華、藤江丽奈、村瀬紗英、矢倉楓子

### 轉不停的摩天輪
HKT48名义
（中心成員：兒玉遥、宮脇咲良）
- HKT48 Team H：井上由莉耶、神志那結衣、指原莉乃、田島芽瑠、田中美久、松岡菜摘
- HKT48 Team H / Team K：兒玉遥
- HKT48 Team H / Team B：矢吹奈子
- HKT48 Team KIV：田中優香、淵上舞、本村碧唯、森保圓
- HKT48 Team KIV / Team A：宮脇咲良
- HKT48 Team KIV / Team 4：朝長美桜
- HKT48 Team TII：栗原紗英、松岡花、山下艾米丽
- HKT48研究生：武田智加

### 意外發生中
AKB48 U-19选拔名义
（中心成員：向井地美音）
- Team A：谷口惠、樋渡結依
- Team K：向井地美音
- Team B：加藤玲奈、後藤萌咲、福岡聖菜
- Team 4：岡田奈奈、川本紗矢、小嶋真子、込山榛香、高橋朱里、村山彩希
- Team 8：小栗有以、倉野尾成美、佐藤七海
- Team 8 / Team B：坂口渚沙
- 研究生：久保怜音、千葉惠里

### 綠意森林運動公園
NGT48名义
（中心成員：高倉萌香）
- Team B / NGT48 Team NIII：柏木由紀
- NGT48 Team NIII：荻野由佳、小熊倫實、加藤美南、北原里英、佐藤杏樹、菅原里子、高倉萌香、太野彩香、中井莉加、西潟茉莉奈、長谷川玲奈、本間日陽、村雲颯香、山口真帆、山田野繪
- NGT48研究生：大瀧友梨亞、角尤利娅、日下部愛菜、清司麗菜、髙橋真生、中村歩加、奈良未遥、西村菜那子、水澤彩佳、宮島亚弥

### 你最愛的 是誰？
坂道AKB名义
（中心成員：平手友梨奈）
- Team K：向井地美音
- Team 4：岡田奈奈、小嶋真子
- Team 8：小栗有以
- SKE48 Team S：松井珠理奈
- HKT48 Team KIV / Team A：宮脇咲良
- 乃木坂46：伊藤万理華、北野日奈子、齋藤飛鳥、寺田蘭世、星野南、堀未央奈
- 榉坂46：今泉佑唯、菅井友香、平手友梨奈、渡辺梨加、渡邉理佐
- 平假名榉坂46 / 榉坂46： 長濱彌瑠

### 突然想聽悲傷的歌
Mayuyukirin名义
- Team B：渡辺麻友
- Team B / NGT48 Team NIII：柏木由紀